# Precedence
V aritmetice a algebře jsou používána různá pravidla, která určují pořadí, v jakém se vyhodnocují operace ve výrazu. Priorita, s jakou se vyhodnocuje daná operace, se nazývá precedence.
Precedence každé operace je otázkou vzájemné domluvy – konvence. Nelze ji nijak matematicky odvodit.
Precedenční pravidla používají při vyhodnocování výrazů různé programovací jazyky a moderní elektronické kalkulátory.

## Obvyklé pořadí operací
Obvyklé pořadí, ve kterém se vykonávají operace ve složitějším výrazu, je:
1. umocňování a odmocňování
2. násobení a dělení
3. sčítání a odčítání

Pokud ve výrazu nejsou žádné závorky, provádí se nejprve umocňování a odmocňování. Vícenásobné exponenty se vyhodnocují zprava doleva.
Pak se provádí násobení a dělení, zleva doprava, nakonec pak sčítání a odečítání, také zleva doprava.
Pokud jsou ve výrazu závorky, provádí se vyhodnocování výrazu od obsahu nejvnitřejší závorky a směrem ven.[zdroj?] Při potřebě více dvojic závorek, které by se mohly navzájem plést, se pak dále používají hranaté závorky [ ] a složené závorky { }.[zdroj?]

## Matematická precedence
Většina programovacích jazyků vyhodnocuje pořadí operací podle následující tabulky:
| priorita | operátor                       | popis operace                     |
| -------- | ------------------------------ | --------------------------------- |
| 1        | () [] -> . :: ++ --            | grupování a unární operace        |
| 2        | ! ~ ++ – - + * &               | logická negace a unární operace   |
| 3        | * / % MOD                      | násobení, dělení, modulo          |
| 4        | + -                            | sčítání a odčítání                |
| 5        | << >>                          | bitové posuny                     |
| 6        | < <= > >=                      | porovnání: větší než, menší než … |
| 7        | == !=                          | porovnání: rovnost a nerovnost    |
| 8        | &                              | bitové AND                        |
| 9        | ^                              | bitové XOR                        |
| 10       | \|                             | bitové OR                         |
| 11       | &&                             | logické A                         |
| 12       | \|\|                           | logické NEBO                      |
| 13       | = += -= *= /= %= &= ^= <<= >>= | přiřazovací operátory             |

Příklady:
- !A + !B → (!A) + (!B)
- ++A + !B → (++A) + (!B)
- A * B + C → (A * B) + C
- A AND B OR C → (A AND B) OR C

## Příklady
- {\displaystyle (4+10/2)/9=(4+[10/2])/9=[4+5]/9=1\,}
- {\displaystyle 2^{3^{2}}=2^{[3^{2}]}=[2^{9}]=512\,}
- {\displaystyle 8/2\times 3=[8/2]\times 3=[4\times 3]=12\,}
- {\displaystyle 7-2-4+1=[7-2]-4+1=[5-4]+1=[1+1]=2\,}

## Další příklad
{\displaystyle 3-(5-(7+1))^{2}\times (-5)+2\,}
{\displaystyle 3-(5-8)^{2}\times (-5)+2\,}
{\displaystyle 3-(-3)^{2}\times (-5)+2\,}
{\displaystyle 3-9\times (-5)+2\,}
{\displaystyle 3-(-45)+2\,}
{\displaystyle 48+2\,}
{\displaystyle 48+2=50\,}